# 펄스 부호 변조
펄스 부호 변조(Pulse-code modulation, 줄여서 PCM)는 아날로그 신호의 디지털 표현으로, 신호 등급을 균일한 주기로 표본화한 다음 디지털 (이진) 코드로 양자화 처리한다. PCM은 디지털 전화 시스템에 쓰이며, 컴퓨터와 CD 레드북에서 디지털 오디오의 표준이기도 하다. 또, 이를테면 ITU-R BT.601을 사용할 때 디지털 비디오의 표준이기도 하다. 그러나 직접적인 PCM은 DVD, 디지털 비디오 레코더와 같은 소비자 수준의 SD 비디오에서 쓰이지 않는다. (왜냐하면 요구되는 비트 속도가 너무 높기 때문이다.) 일반적으로 PCM 인코딩은 직렬 형태의 디지털 전송에 자주 쓰인다.

## 개요
전송로(傳送路)의 다중화(多重化)는 주파수를 분할하여 여러 사람에게 배분하는 방식이나 PCM(pulse code modulation, 펄스 符號變調) 방식에서는 각 통화자마다 이용시간을 분할·배분하는 시분할 다중방식(時分割多重方式)이 사용되고 있다.PCM의 원리는 1937년 프랑스에서 영국인 리프스가 발명했다. 음성전류를 펄스로 변환시켜 부호화해서 보내기 때문에 진공관밖에 없었던 당시의 전자기술로서는 실용화할 수가 없었다. 2차 대전 중 레이다가 발명되어 펄스 기술이 크게 발달했다. 1940년대에 이르러 미국의 벨 연구소에서 연구가 진행되어 트랜지스터 및 기타 반도체 부품의 출현에 따라 미국이 제일 먼저 그 실용화에 성공하였다. 그 이유로는 미국의 전자계산기의 발달이 펄스 기술을 발전시킨 것과 그 대량사용이 반도체 부품의 가격을 내리게 한 사실 등이 지적된다.이 PCM 방식은 음성전류를 펄스 상태로 단속(斷續)시키고 그 끊긴 시간에 다른 가입자의 음성전류의 단속 펄스를 끼워 넣는 것으로서, 전화인 경우 이 단속은 매초당 8,000회로 되어 있으며 이론상으로는 통화자는 이 단속을 전혀 느낄 수 없는 것으로 되어 있다. PCM에서는 단속된 전류의 크기를 128개 종류로 분류하고 지금 어느 정도의 크기의 전류가 흐르고 있는가를 부호화해서 상대편에게 송출한다. 상대방은 이것을 본래의 크기로 환원시켜 단속적인 전류를 모아 한 개의 음성파형으로 환원시킴으로써 전화로서의 통신이 가능해진다. PCM 방식의 특징은 종래의 아날로그 전송과는 달리 디지털 전송이므로 도중에 있는 중계기에서도 펄스의 유무에 대한 판별을 할 수만 있다면 상당한 왜신(歪信)을 받아도 원래와 같은 부호를 낼 수가 있어서 전송의 질이 좋다. 또한 주파수 분할방식에 있어서는 분할을 위한 여파기(濾波器) 등의 비싼 기기를 필요로 하지만 PCM에서는 단국장치(端局裝置)가 간단하므로 경제적이기도 하다. 시간을 분할해서 사용할 뿐만 아니라 또한 동일시간내에 여러 사람의 통화가 동시에 가능한 것 등 PCM 방식은 통신방식 혁명의 상징이라고 할 수 있다.

## 확장 비선형 PCM
아날로그 음성신호를 압축하여 선형 양자화기에 입력하고, 수신기의 선형 복호기에서 복호화된 아날로그 음성신호를 다시 신장하는 방식이다.

## 변환 과정
1. 표본화
2. 압축
3. 양자화
4. 부호화

## ADPCM
ADPCM(Adaptive Differential Pulse Code Modulation)은 데이터 압축 방법중 예측방법에 속하며 예측값을 상수로서 사용하지 않고, 표본으로 삼은 신호의 짧은 구간에 따라 예측값을 동적으로 결정하여 그값을 사용하고 그 값과의 차이를 부호화하는 방식이다. 따라서 적합한 추정치를 사용하며, 실제값을 부호화하거나 저장하기 전에 양자화 과정을 거친다.

## 같이 보기
- 콤팩트 디스크
- 양자화
- 표본화
- 펄스 복조화 (PWM)